# Distretto di Bouguirat
Il distretto di Bouguirat è un distretto della Provincia di Mostaganem, in Algeria.

## Comuni
Il distretto di Bouguirat comprende 4 comuni:
- Bouguirat
- Safsaf
- Sirat
- Souaflia